# Odontomyia uninigra
Odontomyia uninigra är en tvåvingeart som beskrevs av Yang 1995. Odontomyia uninigra ingår i släktet Odontomyia och familjen vapenflugor. Inga underarter finns listade i Catalogue of Life.